# 高梨高信
高梨 高信（たかなし たかのぶ）は、平安時代末期の武将。

## 略歴
高梨氏は清和源氏頼季流井上氏の一族で、平安時代中期に信濃国北部に栄えた土豪である。
治承・寿永の乱において従兄弟である高梨忠直らと共に、源義仲傘下に入る。これは中原氏を介した婚姻関係から来るもので、当時は女系血縁が比較的重要であったことがわかる。越後国の城助職率いる平家方の軍を破るなど戦功を挙げるが、寿永2年（1183年）、備中国水島の戦いで平重衡・教経・知盛らと戦って敗死した。この戦で足利義清・義長兄弟や外戚の海野幸広も討たれている。
なお、同輩の高梨忠直は京都の六条河原で刑死した。